# Аја Скјапа (Болоња)
Аја Скјапа (итал. Aia Schiappa) је насеље у Италији у округу Болоња, региону Емилија-Ромања.
Према процени из 2011. у насељу је живело 16 становника. Насеље се налази на надморској висини од 5 м.